# 2e régiment de dragons (Autriche-Hongrie)
Pour les articles homonymes, voir 2e régiment.
Le 2e régiment de dragons, connu à partir de 1890 comme 2e régiment de dragons « comte Paar », est une unité de l'Armée commune austro-hongroise. Cette unité a été créée en 1672 sous le commandement d'Antonio Caraffa et est dissoute en 1918.

## Création et différentes dénominations
De 1672 à 1798, le régiment est un régiment de cuirassiers (Kürassier-Regiment) désigné par le nom de son colonel. De 1798 à 1867, il est désigné 2e régiment de cuirassiers (Kürassier-Regiment Nr 2) suivi du nom du colonel, puis à partir de 1867 sous le nom de 2e régiment de dragons (Dragoner-Regiment Nr 2). Le nom du colonel disparaît en 1915.
- 1672 : Régiment de cuirassiers « Comte Caraffa »[1]
- 1693 : Régiment de cuirassiers « Comte Schrattenbach (de) » puis Régiment de cuirassiers « Prince de Brunswick »[1]
- 1726 : Régiment de cuirassiers « Offeln (de) »[1]
- 1733 : Régiment de cuirassiers « duc de Brunswick »[1]
- 1736 : Régiment de cuirassiers « prince Lubomirski »[1]
- 1745 : Régiment de cuirassiers « Bretlach (de) »[1]
- 1767 : Régiment de cuirassiers « comte Caramelli »[1]
- 1789 : Régiment de cuirassiers « archiduc François-Joseph »[1]
- 1798 : 2e régiment de cuirassiers « archiduc François-Joseph »[1]
- 1846 : 2e régiment de cuirassiers « baron Schützenthal »[1]
- 1850 : 2e régiment de cuirassiers « roi Maximilien-Joseph »[1]
- 1864 : 2e régiment de cuirassiers « comte Wrangel »[1]
- 1867 : 2e régiment de dragons « comte Wrangel »[1]
- 1877 : 2e régiment de dragons « comte Tolna »[1]
- 1883 : 2e régiment de dragons « comte Verőcze »[1]
- 1890 : 2e régiment de dragons « comte Paar »[1]
- 1915 : 2e régiment de dragons
- 1918 : dissous

## Uniforme
À partir de 1798, le 2e régiment de cuirassiers autrichiens se distingue par sa couleur distinctive noire et ses boutons blancs,. Devenu 2e régiment de dragons de l'Armée commune (KuK) en 1867, il garde ces couleurs jusqu'à leur disparition progressive en 1914-1915.